# Helige Romfar av Tuna
Helige Romfar av Tuna är ett svenskt helgon. Han var ett så kallat lokalhelgon som endast vördades lokalt i Sverige. Han gav namn åt Romfartuna kyrka och Romfarkällan. 
Enligt helgonlegenden bekostade Romfar byggandet av Romfartuna kyrka under 1200-talet och företog en pilgrimsfärd till Rom. Vid återkomsten troddes han felaktigt ha stulit från kyrkan och avrättades för detta brott. Då han efter sin död visade sig ha varit oskyldig till brottet, ska en källa ha runnit upp vid den plats där han dödats, som efter honom fick namnet Romfarkällan. 